# Szczepkowo (województwo mazowieckie)
Szczepkowo – wieś sołecka w Polsce położona w województwie mazowieckim, w powiecie płońskim, w gminie Raciąż.
| SIMC    | Nazwa              | Rodzaj    |
| ------- | ------------------ | --------- |
| 0123984 | Szczepkowskie Żale | część wsi |

W latach 1975–1998 miejscowość położona była w województwie ciechanowskim. 1 stycznia 2003 roku częścią wsi Szczepkowo stał się ówczesny przysiółek Szczepkowskie Żale.